# Honda CB-600S Hornet
Honda CB-600S Hornet je model motocyklu, vyvinutý firmou Honda uvedený na trh již v roce 1998, jenž je však neustále vylepšován pro aktuální modelový rok značky, kdy aktuální model 2010 obsahuje jak dědictví předchozích generací, ale také velmi modernizovanou příchuť v podobě volitelného ABS a již od roku 2007 standardní imobilizér H.I.S.S.

## Popis
Jak je u značky Honda běžné, nemá motocykl v základu hlavní stojan, ale pouze „policajta“, tedy stojan vedlejší, jenž je vybaven pojistkou proti rozjezdu s vysunutým stojánkem, kdy při zařazení rychlostního stupně přeruší zapalování motoru, který se vypne.

## Varianty kapotáže
- Honda CB-600F Hornet – klasický naháč
- Honda CB-600S Hornet – naháč s polokapotáží

## Generace
- 1. generace – 1998–1999 – pneu vpředu 130/70-16
- 2. generace – 2000–2002 – pneu vpředu 120/70-17
- 3. generace – 2003–2006
- 4. generace – od toku 2007 – vrtání 67 mm, zdvih 42,5 mm, vstřikování, zadní kotouč 240 mm

## Barevná provedení
- 1998 – Boon Silver Metallic, Candy Blazing Red, Candy Tahitian Blue.
- 1999 – Candy Tahitian Blue, Pearl Shining Yellow, Italian Red.
- 2000
  - nekapotovaná verze
    - Candy Tahitian Blue, Pearl Shining Yellow, Mute Black Metallic.

  - kapotovaná verze
    - Candy Tahitian Blue, Mute Black Metallic, Force Silver Metallic.
- 2001
  - nekapotovaná verze
    - žlutá, modrá, černá

  - kapotovaná verze
    - stříbrná, modrá, černá
- 2002
  - nekapotovaná verze
    - žlutá, modrá, černá

  - kapotovaná verze
    - stříbrná, modrá, černá
- 2003
  - nekapotovaná verze
    - bílá, modrá, černá

  - kapotovaná verze
    - stříbrná, modrá, černá

## Technické parametry
- Pohotovostní hmotnost: 183 kg (173 kg od roku 2007)
- Spotřeba paliva: 6 l/100 km